# Lepidotrigla argyrosoma
Lepidotrigla argyrosoma är en fiskart som beskrevs av Fowler, 1938. Lepidotrigla argyrosoma ingår i släktet Lepidotrigla och familjen knotfiskar. Inga underarter finns listade i Catalogue of Life.